# Topoizomeráza

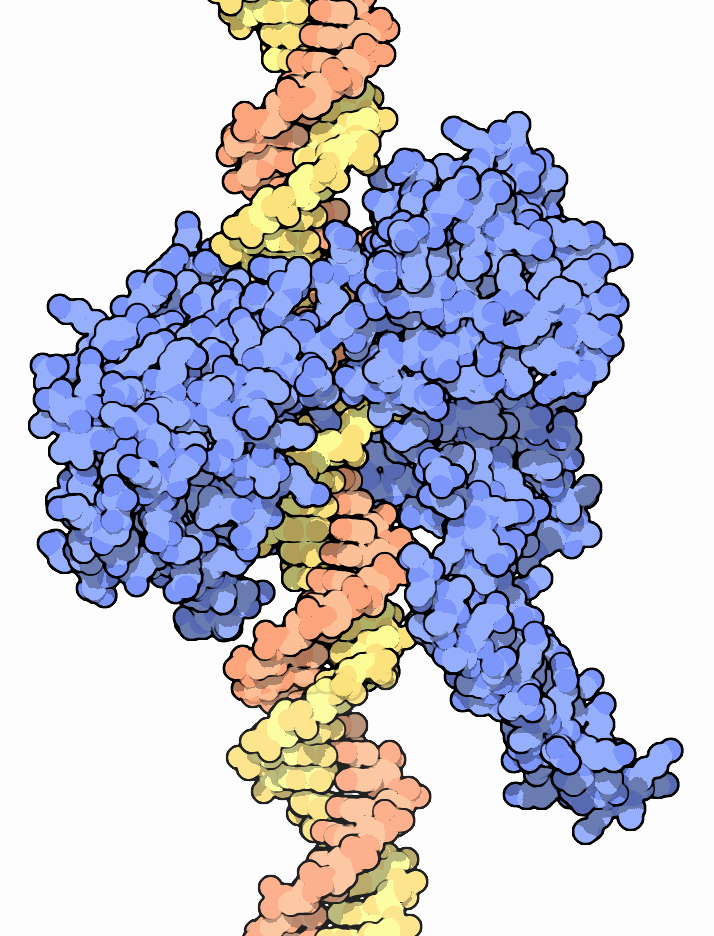
Enzym topoizomeráza typu I (modrá) vázaný na DNA (žlutá, oranžová)

Topoizomeráza (dříve též „swiveláza“) je enzym ze skupiny izomeráz, který umožňuje měnit tzv. terciární strukturu (supercoiling) DNA, a to bez vlivu na sekundární a primární strukturu. Účastní se zejména replikace DNA, kde dohlíží na to, aby se při rozmotávání vlákna DNA v replikační vidlici pomocí helikáz neutáhlo zbývající vlákno DNA natolik, že by již nešlo rozmotat.

## Klasifikace
Topoizomerázy jsou schopné rozštěpit vlákno DNA, rozmotat 1 či 2 otočky dvoušroubovice a opět spojit rozrušený řetězec do celistvé podoby. Topoizomerázy je obecně možné dělit do dvou až tří skupin:
- Topoizomeráza I – rozštěpuje pouze jedno vlákno dvoušroubovice, druhé proklouzne takto vytvořeným volným prostorem;[2]
- Topoizomeráza II – rozštěpuje obě vlákna dvoušroubovice;[2]
- jako třetí třída topoizomeráz bývá označována recQ-helikáza.[3]

### Topoizomerázy I. třídy
Topoizomerázy I. třídy vytváří v průběhu své enzymatické činnosti jakýsi přechodný stav, během kterého je jedno z vláken rozštěpeno a navázáno na tyrosinový zbytek enzymu. Pokud se tento tyrosin váže na 5' konec rozštěpeného vlákna, jsou to topoizomerázy třídy IA, jestliže na 3' konec, jedná se o topoizomerázy třídy IB. Různí zástupci obou podtříd se vyskytují napříč všemi organismy. Do skupiny IA patří např. topoizomeráza I, která je schopná odstraňovat negativní nadšroubovicové nadobrátky. Některé topoizomerázy IA nejen odstraňují nadobrátky negativní, ale dokonce (nicméně však za spotřeby ATP) aktivně vytváří nadobrátky pozitivní (tzv. reverzní gyrázy). Topo IB jsou schopné relaxovat (odstraňovat) jak negativní, tak pozitivní nadšroubovicové obrátky. Většina běžných topoizomeráz I. třídy jsou obecně monomery, s několika výjimkami.

### Topoizomerázy II. třídy
Topoizomerázy II. třídy jsou schopné rozštěpit obě vlákna dvoušroubovice DNA, a proto vyjma své schopnosti regulovat množství nadobrátek dále také umí opravovat různé spletence a uzly vznikající na molekulách DNA (mimo jiné při segregaci sesterských chromozomů a po rekombinaci). U eukaryot se označuje tento enzym jednoduše topoizomeráza II; je schopná odstraňovat pozitivní i negativní nadobrátky. Pro svou činnost potřebuje ATP. U bakterií se vyskytuje zejména tzv. DNA gyráza, heterodimerní enzym, který je jako jediná topoizomeráza II. třídy schopen aktivně vytvářet negativní nadobrátky.